# بوحدید
بوحدید یک منطقهٔ مسکونی در الجزایر است که در استان بشار واقع شده‌است. بوحدید ۴۳۳ متر بالاتر از سطح دریا واقع شده‌است.